# Унутрашњи анални сфинктер
Унутрашњи анални сфинктер (УАС) (лат.m. sphincter ani internus) јеста анатомски прстен глатких мишића који око 2,5-4,0 сантиметара окружују анални канал. Дебљина ове сруктуре која је око 5 мм, формирана је агрегацијом глатких кружних мишићних влакана ректума. Завршава се на око око 6 мм од аналног отвора.
Унутрашњи анални сфинктер помаже спољашњем сфинктеру да затвори анални отвор и и према потреби омогући избацивању фецеса. Његово деловање је потпуно нехотично. Обично је у стању континуиране максималне контракције како би се спречило цурење фекалија или гасова из ректума. Симпатичка стимулација одржава контракцију сфинктера, а парасимпатичка стимулација је инхибира. Унутрашњи анални сфинктер постаје опуштен као одговор на дистензију ректалне ампуле, што захтева добровољну контракцију пуборекталног мишића и спољашњег аналног сфинктера да би се одржала континенција.

## Анатомија
Аноректални сегмент је завршни део цревног тракта и представља функционалну и патогенетску јединицу, дужине око 16 cm, а састоји се од ректума и анални канал дужине 3-4 cm.
Механизам сфинктера аналног канала састоји се од унутрашњег и спољашњег сфинктера. Спољни анални сфинктер је цилиндрично-елиптични мишић, попречно-пругасте структуре, инервисан соматским влакнима, који обухвата анални канал.
Унутрашњи анални сфинктер представља хипертрофију глатких кружних мишића ректума на прелазу у анални канал, моторно аутономно инервисаног од симпатикуса и парасимпатикуса. 
Основна функција механизма сфинктера састоји се у одржавању аналне континенције и контроли дефекације. 

### Инервација
Сфинктер добија екстринзичну аутономну инервацију преко доњег хипогастричног плексуса, при чему симпатичка инервација потиче од нивоа слабинске (лумбалне ) кичме Л1-Л2, а парасимпатичка инервација изведена из  сакралне кичме С2-С4.
Унутрашњи анални сфинктер није инервисан пудендалним нервом (који обезбеђује моторну и сензорну инервацију спољашњем аналном сфинктеру).

## Функција
УАС се контрахује у стању мировања, али се рефлексно опушта у одређеним контекстима (нарочито током дефекације).
Пролазна релаксација његовог проксималног дела се јавља са ректалним дистензијом и постпрандијалном ректалном контракцијом (ректо-анални инхибицијски рефлекс и рефлекса узорковања), док дистални део сфинктера остаје контрахован, а спољашњи анални сфинктер постаје контрахован да би се одржала континенција; ово пролазно опуштање омогућава пролазак столице у проксимални анални канал – ово пуњење се осећа.

### Континенција
Око 55% притиска аналном каналу у мировању обезбеђује унутрашњи анални сфинктер  Веома је важан за континенцију црева  (способност задржавања и контроле евакуације измета, која је условљена очуваним анатомским и функционалним интегритетом свих структура које учествују у том механизму) посебно за течност и гасове. 
Када се ректум напуни преко одређеног капацитета, зидови ректума се растежу, што покреће циклус дефекације. Ово почиње ректоаналним инхибиторним рефлексом (РАИР), којим се  УАС опушта. Сматра се да ово омогућава малој количини ректалног садржаја да се спусти у анални канал било да је гас, течност или чврста фекалија. Проблеми са УАС се често јављају као степен фекалне инконтиненције (посебно делимична инконтиненција на течност) или мукозни ректални секрет.

## Клинички значај

### Клиничка фармакологија
Нитрергични фармацеутски агенси производе опуштање мишићног тонуса сфинктера и применљиви су у патолошким контекстима где је овај тонус абнормално повећан.

### Регенеративна медицина
Године 2011. Медицинска школа Ваке Форест је објавила да је први биоинжењеринг, функционалног аналног сфинктера  направљеној од мишићних и нервних ћелија  конструисан у лабораторији. Тиме је створена претпоставка за адекватно решавање аналне инконтиненције.

## Галерија
- Анатомија црева
- Анатомија хуманог ануса